# Alberto Rodríguez (Radsportler)
Alberto Dumas Rodríguez Baglietto (* 16. Dezember 1947) ist ein ehemaliger uruguayischer Radrennfahrer.

## Sportliche Laufbahn
Rodríguez war Teilnehmer der Olympischen Sommerspiele 1972 in München. Im olympischen Straßenrennen schied er beim Sieg von Hennie Kuiper aus dem Rennen aus.
Im Mannschaftszeitfahren kam der Vierer aus Uruguay mit Jorge Jukich, Lino Benech, Alberto Rodríguez und Walter Tardáguila auf den 27. Rang.
1967 wurde er Zweiter im Rennen Mil Millas Orientales. 1973 gewann er die Uruguay-Rundfahrt, nachdem er 1968 bereits eine Etappe gewonnen hatte.